# Astronomisch uurwerk van Olomouc

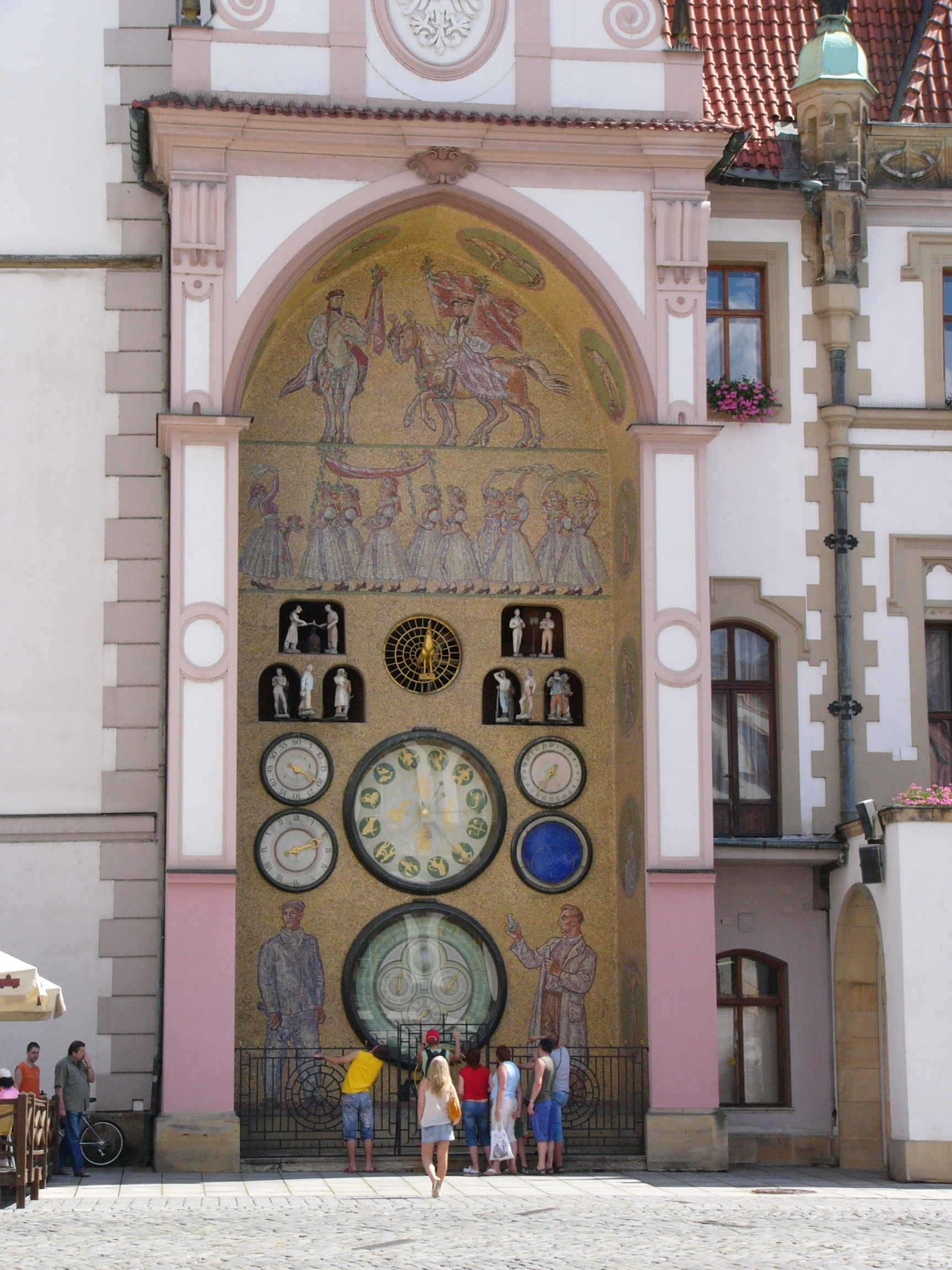
Astronomisch uurwerk van Olomouc

De astronomische klok in Olomouc is uniek in zijn soort doordat de vormgeving in communistische socialistisch-realistische stijl is. Doordat de Duitsers aan het eind van de Tweede Wereldoorlog brandstichtten, was een groot deel verwoest. In tegenstelling tot het astronomisch uurwerk van Praag loopt de aarde om de zon. Dit is later veranderd.
De buitenkant is versierd met afbeelding in mozaïek. Aan de voorkant zijn twee traditionele feesten te zien.
Het uurwerk zelf bestaat uit een zestal cirkels. De kleine cirkels geven de tijd en de stand van de sterren zoals te zien vanuit Olomouc aan. Linksboven zijn de minuten, linksonder het uur in Romeinse cijfers en rechtsboven het uur in cijfers (1-24).
De bovenste grote cirkel geeft de stand van de planeten aan en de seizoenen.
De onderste cirkel is verdeeld in meerdere cirkels. De buitenste grote cirkel geeft de naamdag aan. Een opvallend detail is dat ook de geboorte- en sterfdata van een aantal communistische leiders is weergegeven.
De kleine cirkels hierin geven de dag van de week (links), de dag (rechts), de maand (onder) en de stand van de maan (boven).
Elke dag om 12 uur speelt de klok een aantal lokale liedjes. Hierbij bewegen de figuren. Aan het eind kraait de haan. De klok moet om de dag met de hand worden opgewonden.